# Aliturus griseopubescens
Aliturus griseopubescens là một loài bọ cánh cứng trong họ Cerambycidae.